# Fresnoy (Pas de Calais)
Fresnoy és un municipi francès situat al departament del Pas de Calais i a la regió dels Alts de França. L'any 2007 tenia 74 habitants.

## Demografia

### Població
El 2007 la població de fet de Fresnoy era de 74 persones. Hi havia 24 famílies de les quals 12 eren parelles sense fills i 12 parelles amb fills.
La població ha evolucionat segons el següent gràfic:
Habitants censats

### Habitatges
El 2007 hi havia 33 habitatges, 25 eren l'habitatge principal de la família, 5 eren segones residències i 3 estaven desocupats. Tots els 33 habitatges eren cases. Dels 25 habitatges principals, 18 estaven ocupats pels seus propietaris i 7 estaven llogats i ocupats pels llogaters; 1 tenia dues cambres, 2 en tenien tres, 8 en tenien quatre i 14 en tenien cinc o més. 24 habitatges disposaven pel capbaix d'una plaça de pàrquing. A 12 habitatges hi havia un automòbil i a 11 n'hi havia dos o més.

### Piràmide de població
La piràmide de població per edats i sexe el 2009 era:
| Homes | Edats   | Dones |
| ----- | ------- | ----- |
| 0     | 95 o +  | 0     |
| 0     | 90 a 94 | 0     |
| 4     | 85 a 89 | 0     |
| 0     | 80 a 84 | 0     |
| 0     | 75 a 79 | 4     |
| 4     | 70 a 74 | 8     |
| 4     | 65 a 69 | 0     |
| 0     | 60 a 64 | 4     |
| 0     | 55 a 59 | 0     |
| 0     | 50 a 54 | 0     |
| 4     | 45 a 49 | 0     |
| 0     | 40 a 44 | 4     |
| 4     | 35 a 39 | 0     |
| 4     | 30 a 34 | 8     |
| 4     | 25 a 29 | 0     |
| 0     | 20 a 24 | 0     |
| 4     | 15 a 19 | 4     |
| 0     | 10 a 14 | 0     |
| 8     | 5 a 9   | 0     |
| 12    | 0 a 4   | 0     |

## Economia
El 2007 la població en edat de treballar era de 40 persones, 29 eren actives i 11 eren inactives. De les 29 persones actives 28 estaven ocupades (16 homes i 12 dones) i 1 aturada (1 dona i 1 dona). De les 11 persones inactives 2 estaven jubilades, 5 estaven estudiant i 4 estaven classificades com a «altres inactius».
Activitats econòmiques
L'any 2000 a Fresnoy hi havia 4 explotacions agrícoles que ocupaven un total de 376 hectàrees.

## Poblacions més properes
El següent diagrama mostra les poblacions més properes.